# Navia scopulorum
Navia scopulorum är en gräsväxtart som beskrevs av Lyman Bradford Smith. Navia scopulorum ingår i släktet Navia och familjen Bromeliaceae. Inga underarter finns listade i Catalogue of Life.